# Robert Lomas
 (janvier 2016).
Pour les articles homonymes, voir Lomas.
Robert Lomas, né en 1947, est un écrivain britannique, professeur de statistiques à l'université de Bradford (Royaume-Uni). Il écrit principalement sur les mythes de la franc-maçonnerie, sur la période néolithique et l'archéoastronomie.

## La légende de maître Hiram selon Robert Lomas et Christopher Knight

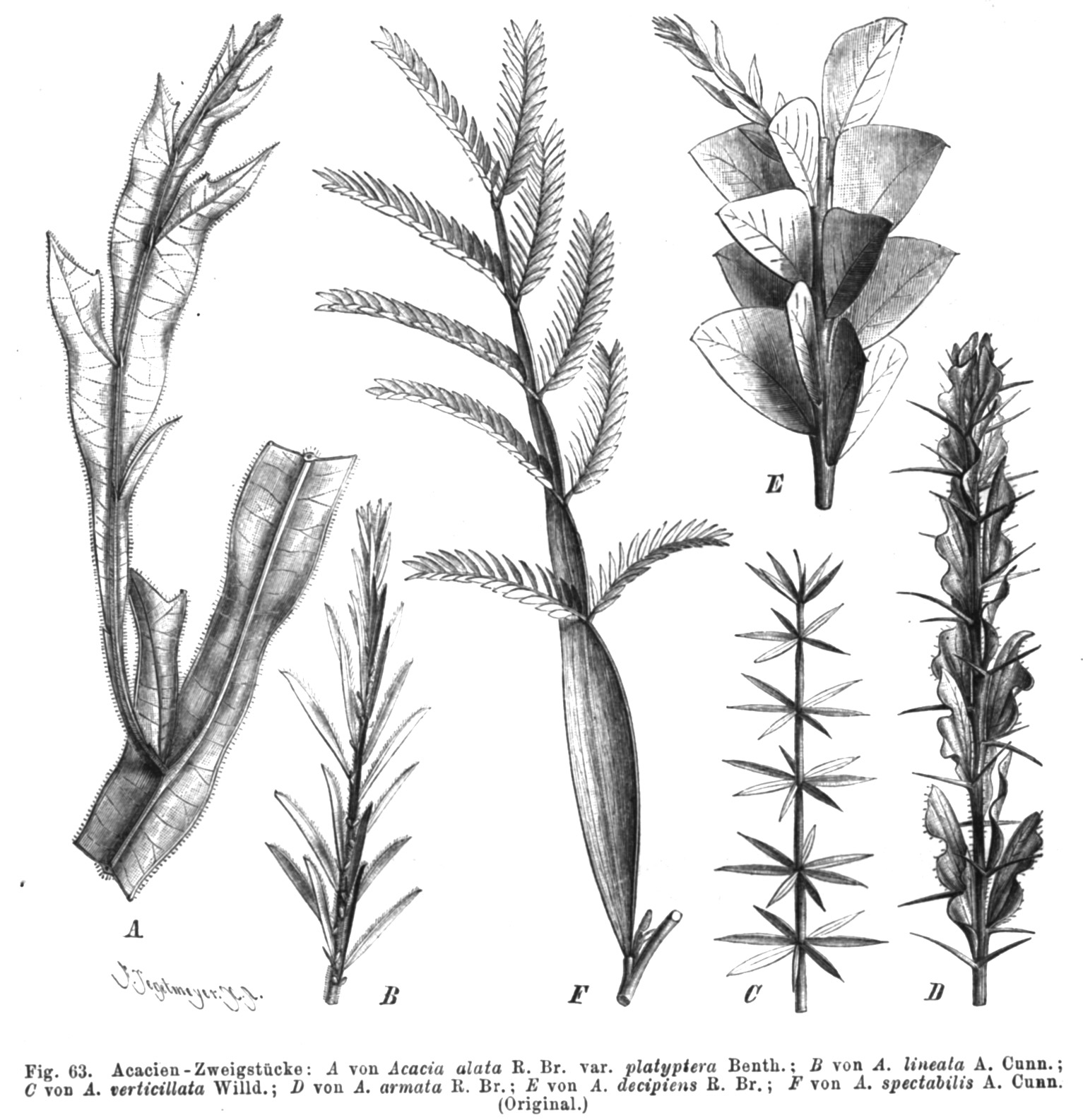
Branches de différentes espèces du genre Acacia. Une de ces branches fut déposée sur la tombe d'Hiram Abiff

la Légende d'Hiram, allégorie ou parabole est représentée dans les troisième grade maçonnique au sein des grades bleus de la franc-maçonnerie depuis le XVIIIe siècle. C'est un des thèmes les plus importants pour un franc-maçon. Les assassins d'Hiram étaient selon cette dernière un groupe d'initiés qui essayèrent de le forcer à révéler les secrets maçonniques qu'il possédait. Christopher Knight et Robert Lomas interprètent dans leur ouvrage cette légende maçonnique .

### Historique de la légende selon les auteurs
Christopher Knight et Robert Lomas rapprochent le terme Juwes, qui associe la première partie des trois noms « Ju » avec « wes », du terme « juif » par sa similitude, en particulier en anglais. La particule « Jubel » qui est présente dans les trois nom peut aussi être rapprochée du terme arabe djebel qui signifie montagne,.

### L'assassinat d'Hiram

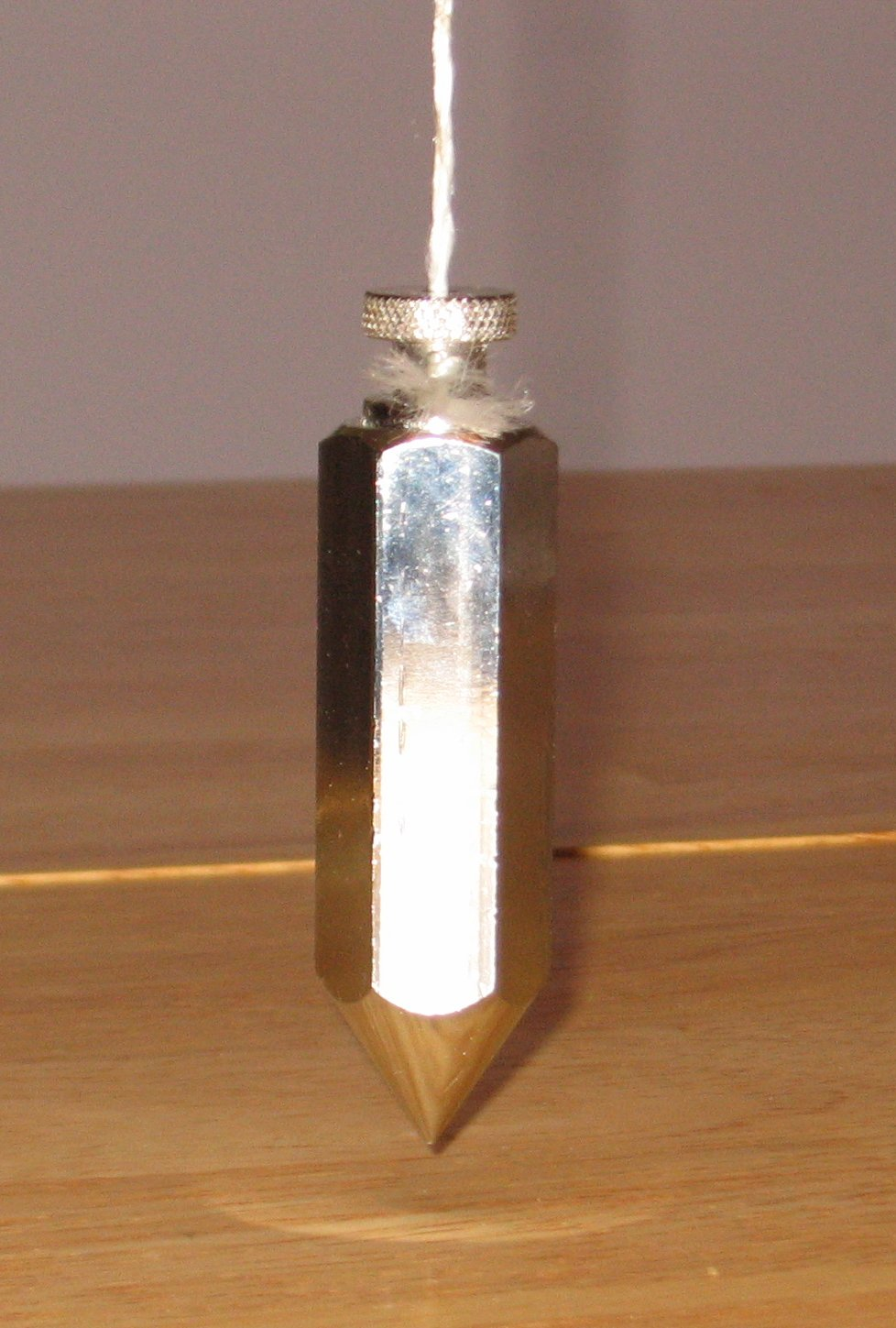
Fil à plomb, premier outil employé lors de l'assassinat d'Hiram.

Niveau à eau, second outil employé lors de l'assassinat d'Hiram

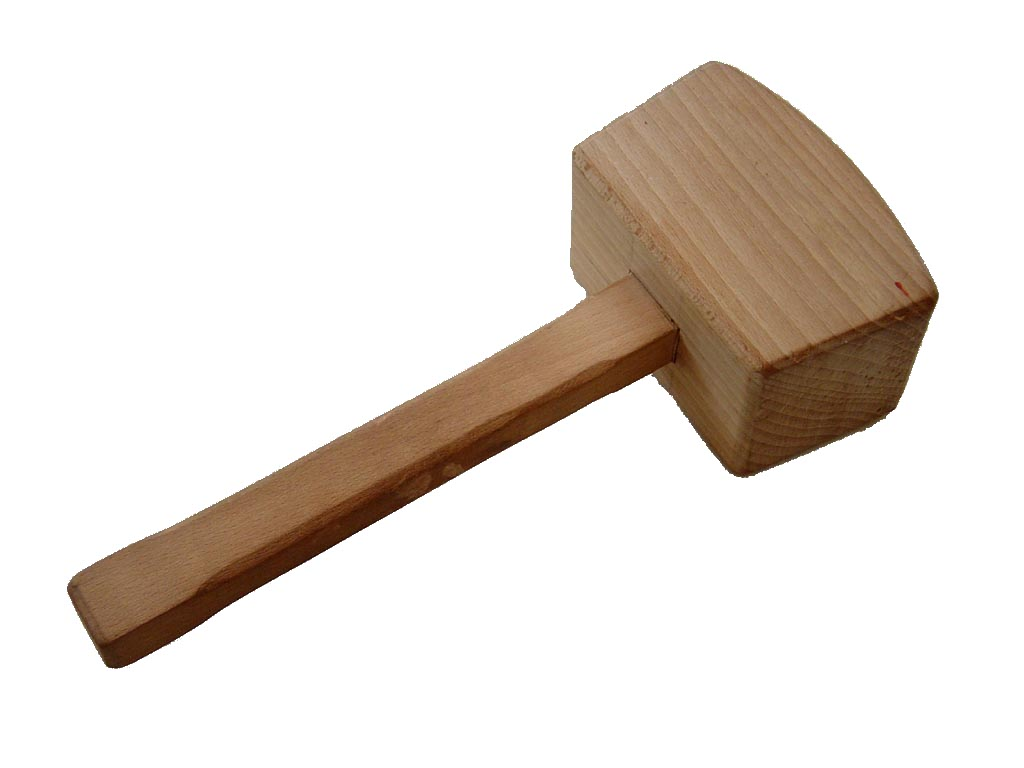
Maillet, troisième outil employé lors de l'assassinat d'Hiram

Dans la version de Christopher Knight et Robert Lomas, 15 initiés qui travaillaient sur le chantier du temple de Salomon, constatant que l'œuvre était sur le point de s'achever et se rendant compte qu'ils ne possédaient pas les secrets du maître maçon, conspirèrent pour l'obtenir par le biais de la violence contre Hiram, si c'était nécessaire. 12 d'entre eux s'en repentirent et il ne subsista du complot que 3 ouvriers qui se postèrent en trois lieux du temple, aux entrées sud, ouest et est,.
Hiram Abif, se préparant à se retirer du temple comme à son habitude après l'adoration du très haut (Elyon) à midi, il s'approcha de l'entrée sud où l'attendait un des comploteurs armé d'un fil à plomb. Sous la menace de mort s'il s'opposait à remettre ses secrets, Abiff refusa de les dévoiler sous le prétexte qu'il avait besoin de l'approbation des deux autres maîtres, car il y en avait trois en tout qui possédaient le secret, qu'il ne souhaitait pas dévoiler même au prix de sa mort. Il lui dit que s'il possédait la patience, il pourrait l'apprendre un jour. Le comploteur lui asséna alors un coup sur la tempe droite, Hiram tombant alors à genoux,.
Parvenant à se relever, Hiram couru à l'entrée ouest du temple oú l'attendait le second comploteur qui lui tint le même langage. Hiram refusa à nouveau et le frappa au sein gauche avec le niveau à eau qu'il tenait à la main. Hiram tomba alors sur son genou droit, étourdit et sanglant. Parvenant une nouvelle fois à se relever, il courut à l'entrée est du temple où l'attendait le dernier comploteur qui finit par le frapper avec un maillet de pierre sur le milieu du front. Hiram mourut alors,.

### La recherche
À l'aube, la disparition du maître fut découverte. Les 12 comploteurs repentis vinrent alors devant le roi Salomon et firent confession de tout ce qu'ils savaient. Le roi Salomon sélectionna alors 15 compagnons et leur donna l'ordre de partir à la recherche du grand maître Hiram,.
Ces compagnons formèrent trois groupes aux trois entrées du temple. De là, ils partirent à la recherche du maître. Les premiers ne découvrirent rien. Les seconds finirent par découvrir le corps d'Hiram, le recouvrirent et laissèrent une branche d'acacia pour marquer la tombe. Revenant alors à Jérusalem, ils racontèrent tout au roi,. Le roi, très touché, ordonna que le maître soit déterré et enseveli dans un nouveau sépulcre qui serait à la hauteur de sa valeur. Il informa ensuite les compagnons que les secrets du maître étaient perdus. Les derniers continuèrent leurs recherches en direction de Jaffa. Ils découvrirent par hasard les trois comploteurs dans une caverne et les livrèrent à Salomon, qui les condamna à mort.

### L'ensevelissement d'Hiram
Le corps du maître fut enseveli près du "Sancta sanctorum" (saint des saints) "aussi près que le permettait la loi juive". Il ne pouvait être plus proche du saint des saints car la Loi interdisait aux choses impures l'entrée dans le sanctuaire.
Aux 15 compagnons choisis par Salomon, on ordonna qu'ils attendent les funérailles vêtus avec un tablier et des gants blancs, comme emblème de leur innocence,.

## Interprétations des auteurs

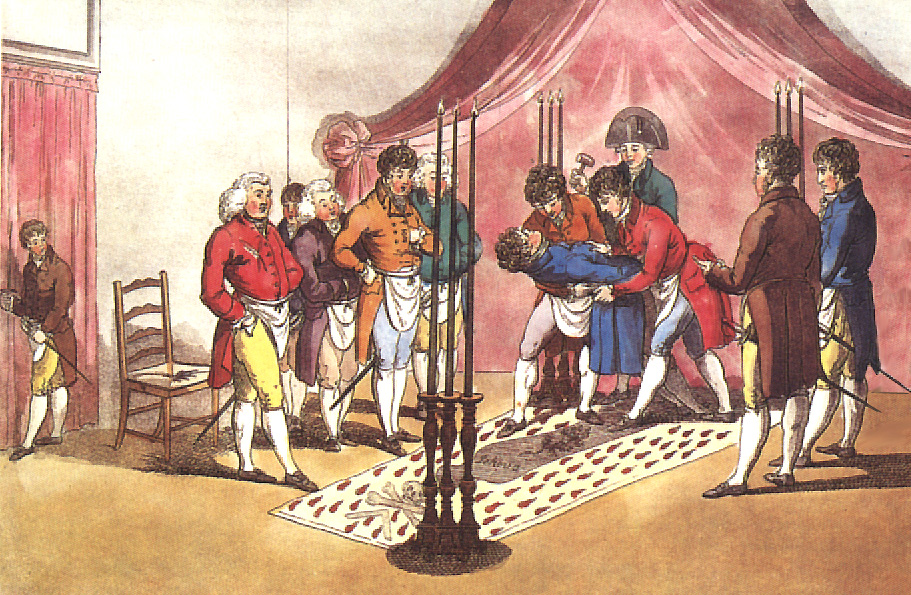
Reconstitution de l'initiation au grade de maître, la personne couchée personnifie le cadavre d'Hiram Abiff que l'on place dans la chambre du milieu

### Interprétation maçonnique selon les auteurs
Selon Christopher Knight et Robert Lomas, la mort d'Hiram est censée servir d'inspiration au maçon au moment de l'épreuve, que ce soit durant son élévation au grade de maître ou dans la vie en général. Il est enseigné que la mort ne donne aucune peur semblable à celles que devraient produire dans le candidat à l'élévation la fausseté et le déshonneur.

### La légende d'Hiram comme transposition deLa querelle d'Apophis et de Séqénenrê?
Un conte égyptien recopié sous la XIXe dynastie et intitulé « La querelle d'Apophis et de Séqénenrê Taâ », rapporte un échange curieux entre Apophis, souverain hyksôs de l'Égypte régnant depuis Avaris, et le roi de Thèbes.
« Qu'un messager aille vers le chef de la ville du Midi pour lui dire : Le roi Râ-Apôpi, v.s.f, t'envoie dire : Qu'on chasse sur l'étang les hippopotames qui sont dans les canaux du pays, afin qu'ils laissent venir à moi le sommeil, la nuit et le jour... »
— Gaston Maspero, Contes de l'Égypte ancienne
L'interprétation avancée par Christopher Knight et Robert Lomas dans leur livre La Clé d'Hiram, est que la Légende d'Hiram pourrait être une transposition de cette histoire venue d'Égypte antique. Apophis est comme tous les rois Hyksôs (littéralement, les « souverains étrangers »), qui veulent imiter le modèle de gouvernement égyptien et se désignent eux-mêmes comme des pharaons, intégrant les éléments égyptiens dans leur propre culture. La demande d'Apophis doit être comprise comme l'exigence de se voir révéler certains secrets, en particulier les secrets de résurrection détenus par les pharaons. Il utilise pour cela les symboles de la nuit pour la mort, du sommeil pour le voyage et le combat pour la résurrection, et du jour pour la résurrection elle-même, telle que l'a vécu Osiris dans la légende), afin de faire taire les "hippopotames", au sens de ceux qui font beaucoup de bruit en parodiant les cérémonies de résurrection, mais qui ne détiennent pas les véritables secrets...
Cette hypothèse pourrait expliquer la réaction brutale des protagonistes, et la mort violente de Séqénenrê Taâ. Les auteurs vont même plus loin en analysant les nombreuses similitudes sur les blessures occasionnées, la recherche des meurtriers, les circonstances inhabituelles de l'embaumement et de la mise en bière, etc.

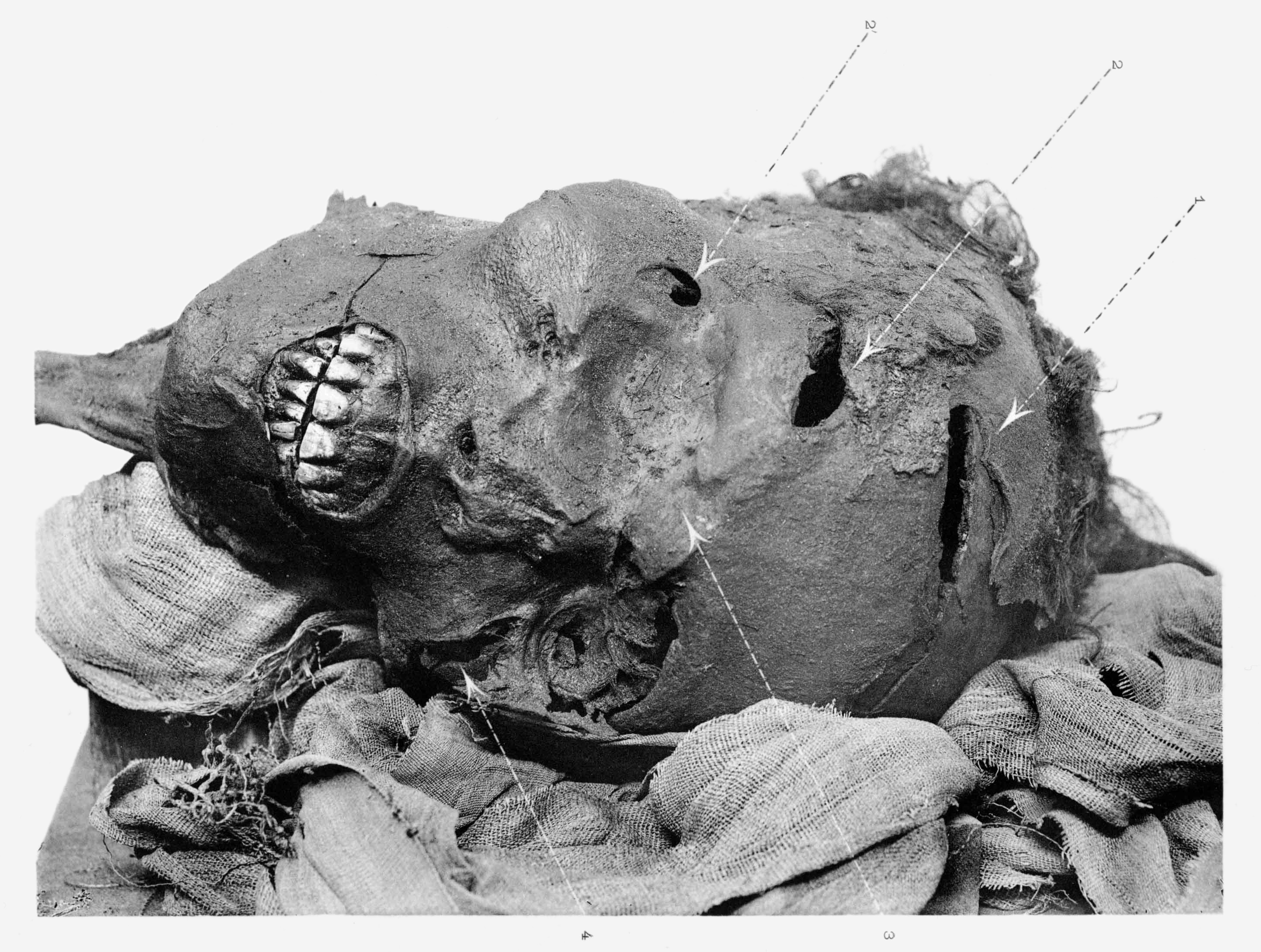
Tête momifiée de Séqénenrê Taâ et indications de ses blessures

L'élément le plus célèbre concernant ce pharaon Séqénenrê Taâ est sa momie : il a été démontré qu'elle avait été embaumée à la hâte, après une mort manifestement très violente, le crâne de Taâ portant encore de nombreuses blessures qui semblent avoir été infligées par des armes hyksôs,. La signification de cette mort a été interprétée de deux façons : soit Taâ II a tenté de reconquérir le nord, mais il est mort au combat, soit il a été attaqué lui-même et vaincu.
Cette momie, retrouvée intacte, est aujourd'hui conservée au musée du Caire

## Héros de roman?
D'après un entretien avec Martin Faulks, de Lewis Masonic (l'un de ses éditeurs), certains francs-maçons penseraient que Lomas pourrait être l'inspiration[évasif] du Dr. Robert Langdon, le héros du Da Vinci Code de Dan Brown.

## Publications

### Ouvrages
- Turning the Templar Key: The Secret Legacy of the Knights Templar and the Origins of Freemasonry, Fair Winds Press, 2007  (ISBN 978-1592332793)
- Turning the Templar Key: The Secret Legacy of the Knights Templar and the Origins of Freemasonry, Lewis Masonic, 2007  (ISBN 978-0853182863)
- Turning the Solomon Key: George Washington, the Bright Morning Star and the Secrets of Masonic Astrology, Fair Winds Press, 2006  (ISBN 978-1592332298)
- The Secrets of Freemasonry: A Suppressed Tradition Revealed, Constable and Robinson, 2006  (ISBN 978-1845293123)
- Turning The Hiram Key: Making Darkness Visible, Lewis Masonic, 2005  (ISBN 978-0853182399)
- Freemasonry and the Birth of Modern Science, Fair Winds Press, 2003  (ISBN 978-1592330119)
- The Invisible College: The Royal Society, Freemasonry and the Birth of Modern Science, Headline Book Publishing, 2002  (ISBN 978-0747239697)
- The Man Who Invented The Twentieth Century: Nikola Tesla, Forgotten Genius of Electricity, Headline Book Publishing, 1999  (ISBN 978-0747275886)

### Avec Geoffrey Lancaster
- Forecasting for Sales and Materials Management, Palgrave Macmillan, 1985  (ISBN 978-0333365830)

### Avec Christopher Knight
Il a également écrit des ouvrages sur les mythes de la franc maçonnerie en collaboration avec Christopher Knight (franc-maçon également).
- The Book Of Hiram: Freemasonry, Venus and the Secret Key to the Life of Jesus, Element Books Ltd., 2004  (ISBN 978-0007174683)
- Uriel's Machine: The Ancient Origins of Science, éd. Century, 1999  (ISBN 978-0712680073)
- The Holy Grail, part of Mysteries Of The Ancient World: The Mysteries of the Ancient World Explored and Explained, 1998  (ISBN 0-297-82433-3)
- The Second Messiah: Templars, The Turin Shroud and the Great Secret of Freemasonry, 1997  (ISBN 0-7126-7719-4)
- The Hiram Key: Pharaohs, Freemasons and the Discovery of the Secret Scrolls of Jesus, Century, Londres, 1996  (ISBN 0-7126-8579-0)

### Ouvrages publiés en français
- La clé d'Hiram : les pharaons, les francs-maçons et la découverte des manuscrits secrets de Jésus, avec Christopher Knight, Éditions Dervy, 1997
- Le second Messie : les Templiers, le suaire de Turin et le grand secret de la franc-maçonnerie, avec Christopher Knight, Éditions Dervy, 2000
- Le Livre d'Hiram : la franc-maçonnerie, Vénus et la clé secrète de la vie de Jésus (inclus le Testament maçonnique), avec Christopher Knight, Éditions Dervy, 2004
- Le Collège invisible : la Royal Society, la franc-maçonnerie et la naissance de la science moderne, Éditions Dervy, 2005
- Tourner la Clé d'Hiram : rendre visible les ténèbres, Éditions Dervy, 2006